# Reza Afzali
Reza Afzali (pers. ‏رضا افضلی‎; ur. 7 stycznia 1990) – irański zapaśnik walczący w stylu wolnym. Zajął trzynaste miejsce na mistrzostwach świata w 2014. Złoty medalista mistrzostw Azji w 2014. Pierwszy w Pucharze Świata w 2014 i drugi w 2019. Brązowy medalista wojskowych MŚ w 2017. Akademicki mistrz świata w 2012 i 2016. Ósmy na Uniwersjadzie w 2013, jako zawodnik Razi University w Kermanszah.
Mistrz Azji juniorów w 2010 roku.